# Прапор Мирнограда
Міськи́й пра́пор Мирногра́да — офіційний символ міста Мирнограда (до 2016 — Димитров) Донецької області. Затверджений рішенням V сесії міської ради IV скликання № IV/5-8 від 10 вересня 2002 року.

## Опис
Прапор міста Мирнограда являє собою прямокутне полотнище. У полі чорного кольору зображено червоне перекинуте вістря, окантоване золотом, обтяжене золотою старовинною шахтарською лампою із золотими променями по п'ять праворуч і ліворуч, і супроводжуються двома золотими стеблами папороті. Співвідношення ширини прапора до його довжини 2:3.